# Cali Iz Active (canção)
"Cali Iz Active" é uma canção do grupo de Hip Hop estadunidense Tha Dogg Pound, lançada em 3 de junho de 2006 como single para seu quarto álbum de estúdio Cali Iz Active. O single tem a participação do rapper Snoop Dogg, que também a produziu juntamente com Battlecat.

## Vídeo e música
O videoclipe da canção conta com a participação de diversos artistas da West Coast hip hop como Ice Cube, Warren G, B-Real, Xzibit, entre outros.

## Desempenho nas paradas
| Paradas (2006)                                                | Melhor posição |
| ------------------------------------------------------------- | -------------- |
| Estados Unidos (Billboard Bubbling Under R&B/Hip-Hop Singles) | 14             |